# Godfrey Gaylor Bongo
Godfrey Gaylor Bongo – kongijski piłkarz grający na pozycji pomocnika.

## Kariera klubowa
W swojej piłkarskiej karierze Bongo grał w klubie Inter Club Brazzaville.

## Kariera reprezentacyjna
W 1992 roku Bongo został powołany do reprezentacji Konga  na Puchar Narodów Afryki 1992. Na tym turnieju nie rozegrał żadnego spotkania.